# Voices in the Wilderness
Masada Anniversary Edition, Vol. 2: Voices in the Wilderness è un album in studio del compositore Jazz statunitense John Zorn, ed il secondo album della serie Masada Anniversary, pubblicato il 25 marzo 2003 dalla Tzadik Records.

## Descrizione
Questo è il secondo album in una serie di 5 album, intitolata Masada Anniversary. La serie venne fatta per il decimo anniversario del suo primo libro delle composizioni Masada.

## Tracce

### Primo disco
Musiche di John Zorn.
1. Pharaoh's Daughter – Karaim (100° composizione) – 4:19
2. Ben Perowsky Trio – Kisofim (108° composizione) – 6:45
3. The Cracow Klezmer Band – Meholalot (189° composizione) – 4:57
4. Rova Saxophone Quartet – Lakum (67° composizione) – 4:07
5. Zony Mash – Tekufah (131° composizione) – 6:23
6. Naftule's Dream – Paran (86° composizione) – 5:10
7. Kramer – Khebar (166° composizione) – 2:20
8. Satlah – Nevalah (89° composizione) – 3:39
9. Jewlia Eisenberg – Abidan (90° composizione) – 3:53
10. Pachora – Tirzah (57° composizione) – 5:06
11. Lemon Juice Quartet – Peliyot (80° composizione) – 5:49
12. Steven Bernstein – Shebuah (115° composizione) – 8:27

Durata totale: 60:55

### Secondo disco
Musiche di John Zorn.
1. Medeski Martin and Wood – Ziphim (34° composizione) – 7:16
2. Rashanim – Avodah (119° composizione) – 5:32
3. Davka – Rokhev (70° composizione) – 3:16
4. Tin Hat Trio – Tannaim (99° composizione) – 3:29
5. Peter Apfelbaum – Acharei Mot (188° composizione) – 7:32
6. Mephista – Malkhut (178° composizione) – 3:30
7. Mike Patton – Kochot (205° composizione) – 3:47
8. Ben Goldberg Trio – Jair (53° composizione) – 5:22
9. The Wollesens – Ne'eman (160° composizione) – 6:54
10. Professionales – Tahah (75° composizione) – 3:45
11. Jenny Scheinman – Tiferet (105° composizione) – 5:02
12. Jamie Saft & Vanessa Saft – Kedem (145° composizione) – 7:29

Durata totale: 62:54